# Рахунек, Карел
Ка́рел Раху́нек (чеш. Karel Rachůnek; 27 августа 1979, Злин — 7 сентября 2011, Туношна, Ярославская область) — чешский хоккеист, защитник. Чемпион мира 2010 года в составе сборной Чехии.

## Карьера
Родился в одном из хоккейных центров Чехии — городе Злин (до 1989 г. назывался Готвальдов). В местном же одноимённом клубе начинал свои занятия этим видом спорта. В 16 лет защитник дебютировал в юношеском составе «Злина», где играли ребята в основном на 2 года его старше.
Большой потенциал игрока не был оставлен без внимания и тренерами национальной сборной Чехии — на следующий год Рахунек выступил на чемпионате Европы среди юношей (U-18).
В 1997 году, в возрасте 18 лет, защитник дебютировал на взрослом уровне — в Экстралиге, в форме «Злина». И в первом же сезоне смог отметиться заброшенной шайбой. В сезоне 1998/99 — полноправный игрок основного состава в своем клубе, а кроме этого выступает на молодёжном чемпионате мира в Виннипеге (где чехи «провалились», заняли лишь предпоследнее место).
На драфте НХЛ 1997 года был выбран в 9 раунде под общим 229 номером командой «Оттава Сенаторз». За полтора сезона он стал незаменимым «сенатором», продуктивно играл при начале атаки. Его роль в команде была настолько весомой, что когда закончился первый контракт и клуб предложил незначительное увеличение зарплаты защитник предпочёл устроить забастовку и поиграть в российском «Локомотиве», тем самым добившись значительного повышения жалования. 9 марта 2004 года обменян в «Нью-Йорк Рейнджерс».
Во второй раз приехал в Россию во время локаутного сезона 2004/05, вновь в ярославский «Локомотив». Спустя 2 сезона возвращается НХЛ, выступал за «Нью-Йорк Рейнджерс», где на тот момент царила диаспора соотечественников во главе с Яромиром Ягром, и «Нью-Джерси Девилз». Однако, лавров себе так и не снискал и вновь вернулся в Россию, где выступал уже за «Динамо» и в первом сезоне КХЛ помог своей команде дойти до полуфинала Кубка Гагарина. С 2010 года вновь играл в ярославском «Локомотиве», был его капитаном.
Был членом сборной Чехии по хоккею, а также сборной Чехии по хоккею на роликовых коньках, в составе которой выиграл титул чемпиона мира в 2011 году.
Был женат. Супругу зовут Катерина. Без отца остались дочь Катерина и сын Матей. Два его младших брата Иван (1981 г. р.) и Томаш (1991 г. р.) — также профессиональные хоккеисты. Томаш с сезона 2012-13 выступает в КХЛ за пражский «Лев» в память о своём погибшем брате.
Погиб на 33-м году жизни вместе с командой «Локомотив» 7 сентября 2011 года при вылете самолёта из ярославского аэропорта на первый матч нового сезона КХЛ в Минске.

## Достижения
- Участник матча молодых звёзд НХЛ — 2002 г.
- Приз «Золотой шлем» в составе ярославского «Локомотива» по итогам Чемпионата России по хоккею 2005 г.
- В составе ярославского «Локомотива» чемпион России 2002/2003 и бронзовый призёр Чемпионата России 2004/2005 и Чемпионата КХЛ 2010/2011.
- Участник Матча звёзд КХЛ сезонов 2008/2009, 2009/2010, 2010/2011.
- Чемпион мира 2010 года.

## Статистика
| Легенда | Легенда                    | Легенда | Легенда                   | Легенда | Легенда    |
| ------- | -------------------------- | ------- | ------------------------- | ------- | ---------- |
| И       | Количество проведённых игр | Штр     | Штрафное время            | +/−     | Плюс-минус |
| Г       | Голы                       | П       | Голевые передачи          | О       | Очки       |
| -       | Статистика неизвестна      | —       | Статистика не учитывалась |         |            |